# Polonia en los Juegos Olímpicos de Innsbruck 1964
Polonia estuvo representada en los Juegos Olímpicos de Innsbruck 1964 por un total de 51 deportistas que compitieron en 8 deportes.  
El portador de la bandera en la ceremonia de apertura fue el deportista de luge Jerzy Wojnar. El equipo olímpico polaco no obtuvo ninguna medalla en estos Juegos.